# Хантер-Вестон, Айлмер
Айлмер Хантер-Вестон (англ. Aylmer Hunter-Weston; 23 сентября 1864 — 18 марта 1940) — британский военный и политический деятель. Генерал-лейтенант, участник второй англо-бурской и Первой мировой войн. За свои неудачи в кампаниях на Галлиполи и Сомме, Хантер-Вестон был прозван «Мясником Геллеса» и назван «одним из бездарностей „Великой войны“». Его обвиняли в пренебрежении к жизни и благополучии своих солдат. Во время второй битвы за Критию, он продолжал бесплодные атаки в дневное время на османские позиции, неся лишь тяжёлые, бессмысленные потери.

## Биография
Родился в 1864 году, поступил на службу в британскую армию в 1884 году. Служил в инженерных войсках в Индии. Участвовал в различных экспедициях британских войск, был ранен в ходе Вазиристанской экспедиции 1894—1895 гг.
Затем принял участие во второй англо-бурской войне в Южной Африке, в качестве командира конного подразделения инженерных войск. В 1914 году после начала Первой мировой войны Хантре-Вестон командовал 11-й пехотной бригадой в Колчестере. С этим подразделением Хантер-Вестон отправился на Западный фронт.
В 1915 году он был назначен командиром 29-й пехотной дивизии, которая должна была участвовать в Дарданелльской операции. Подразделения дивизии должны были десантироваться на мысе Геллес Галлиполийского полуострова.
После начала боевых действий против османских войск на полуострове в подчинение Хантеру-Вестону передавалось всё большее количество войск и в мае он был назначен командующим 8-м британским корпусом.
Однако британским войскам в ходе ожесточённых боёв не удалось прорвать оборону турецких войск и захватить береговые батареи Дарданелл. Переживая неудачи своих войск Хантер-Вестон заболел и был эвакуирован в Англию.
В октябре 1916 года был избран в Палату общин. Однако Хантер-Вестон в октябре 1916 года вернулся в армию, в состав своего 8-го корпуса, который был восстановлен во Франции, после провала Дарданелльской операции.
Участвовал в битве на Сомме, однако его подразделения также не смогли добиться успехов и несли большие потери. После завершения Первой мировой войны, продолжил политическую деятельность, вышел в отставку в 1919 году. Умер в 1940 году.